# Kanton Porto-Vecchio
Kanton Porto-Vecchio (francouzsky Canton de Porto-Vecchio) je francouzský kanton v departementu Corse-du-Sud v regionu Korsika. Tvoří ho 4 obce.

## Obce kantonu
- Conca
- Lecci
- Porto-Vecchio
- Sari-Solenzara